# Kiischpelt
Kiischpelt (luxemburguès Kiischpelt, alemany Kiischpelt) és una comuna i vila al nord-oest de Luxemburg, que forma part del cantó de Wiltz. Fou creada el 2005 amb les viles d'Alscheid, Enscherange, Kautenbach, Lellingen, Merkholtz, Pintsch, Wilwerwiltz i Wiltz (capital).